# Lomé
Lomé é a capital do Togo e a maior cidade do país. A cidade tem cerca de 837 437 habitantes (2008) e localiza-se na costa do Golfo da Guiné. Para além de ser a capital administrativa do país, é também a  mais importante cidade do Togo. Lomé foi fundada no século XVIII pelos jejes e tornou-se capital no século seguinte.

## História
A cidade foi fundada em 1897.
Em Fevereiro de 1975 a então Comunidade Económica Europeia assinou em Lomé um pacto económico com 46 países africanos, caribenhos e do Pacífico, que ficou conhecido como Convenção de Lomé.

## Economia
Lomé possui um  importante porto, incluindo uma zona de livre comércio inaugurado em 1968. Ela exporta café, cacau, algodão e óleo de palma, grande parte do comércio indo para os países vizinhos como Gana, Mali, Níger e Burkina Faso .
Ao leste da cidade há uma grande refinaria de petróleo .

## Lugares de culto

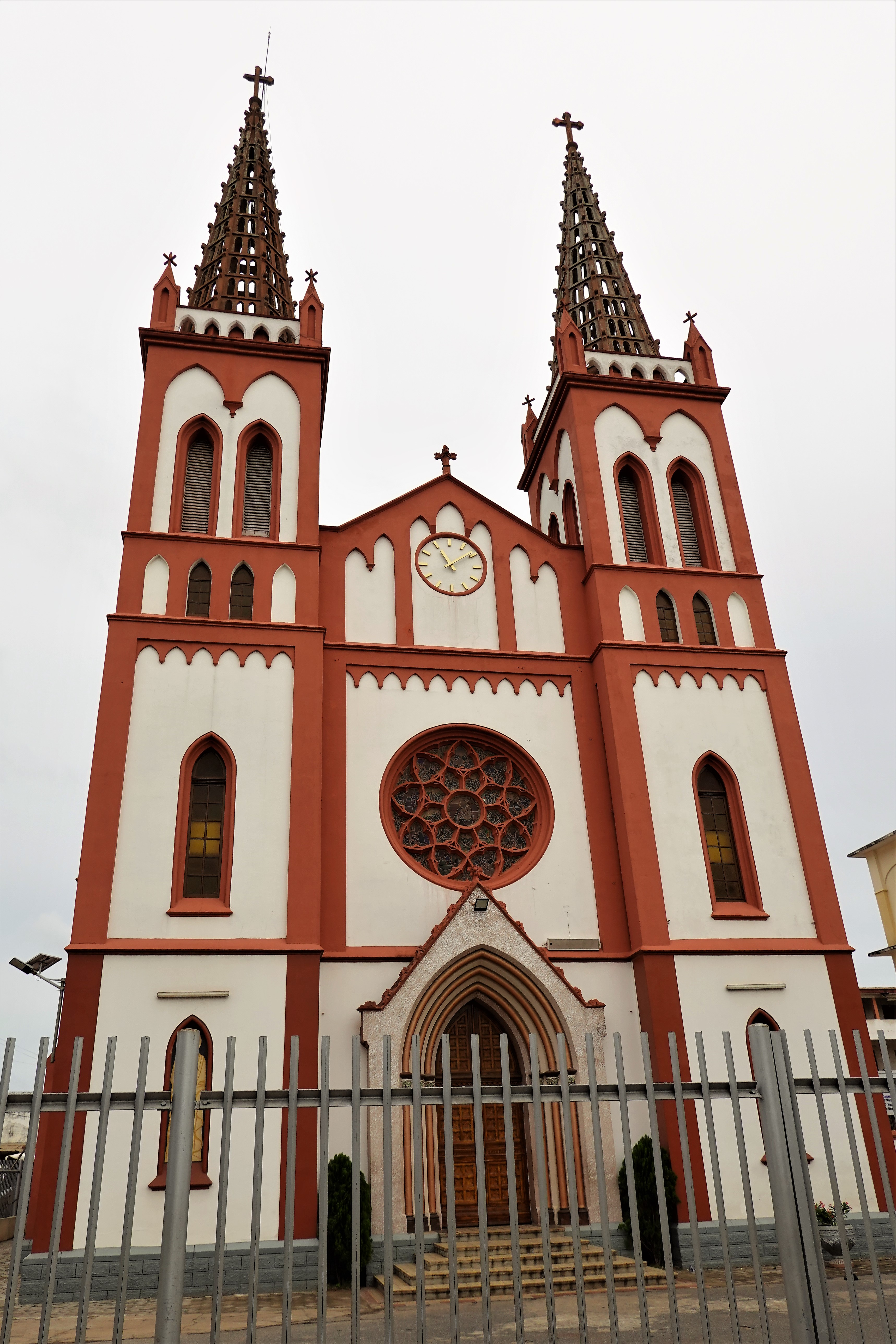
Catedral do Sagrado Coração de Lomé (Igreja Católica)
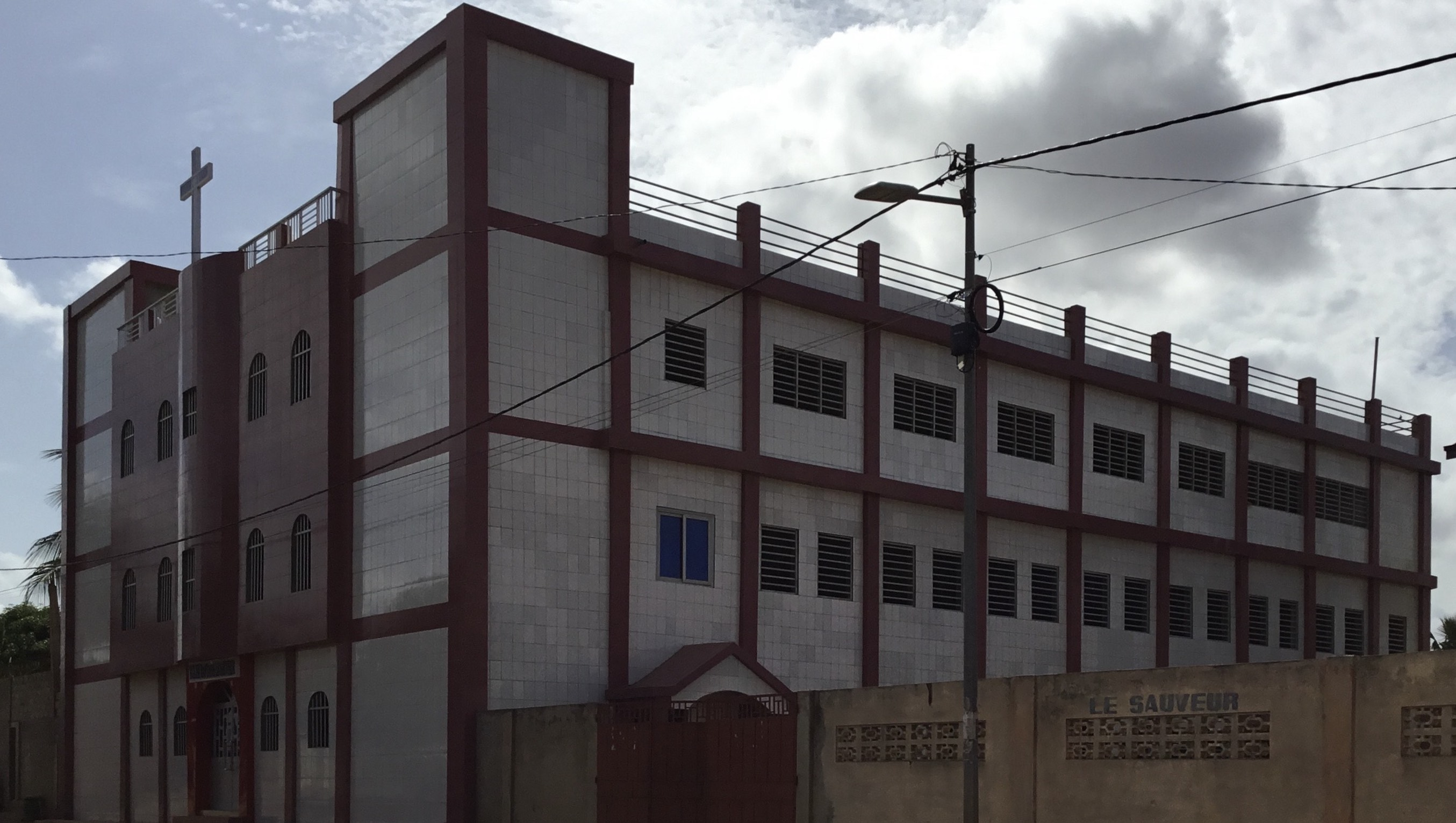
Église Baptiste le Sauveur de Lomé (Convention baptiste du Togo)

Entre os lugares de culto, existem principalmente igrejas e templos cristãos :  Arquidiocese de Lomé (Igreja Católica), Église Évangélique Presbytérienne du Togo (Comunhão Mundial das Igrejas Reformadas),  Convention baptiste du Togo (Aliança Batista Mundial), Living Faith Church Worldwide, Redeemed Christian Church of God, Assembleia de Deus. Há também mesquitas muçulmanas.

## Cidades-irmãs
- Duisburgo, Alemanha
- Shenzhen, República Popular da China
- Taipei, República da China
- Bay City, Michigan, Estados Unidos
- Kinshasa, República Democrática do Congo